# Ramocsaháza
Ramocsaháza község Szabolcs-Szatmár-Bereg vármegyében, a Baktalórántházai járásban.

## Fekvése
A Közép-Nyírségben található, Nyíregyházától 30 kilométerre északkeletre, Baktalórántházától 10 kilométerre északnyugatra.
A közvetlen szomszédos települések: észak felől Berkesz, északkelet felől Nyírtass, kelet felől Laskod, délkelet felől Nyírkércs, délnyugat felől Nyíribrony, északnyugat felől pedig Székely. Észak-északnyugati irányból egy rövid szakaszon határos még az amúgy több mint 10 kilométerre fekvő Demecserrel is. 

### Megközelítése
Csak közúton érhető el, Székely vagy Baktalórántháza felől, a 4104-es úton; Nyíribronnyal a 41 102-es számú mellékút köti össze.

## Története

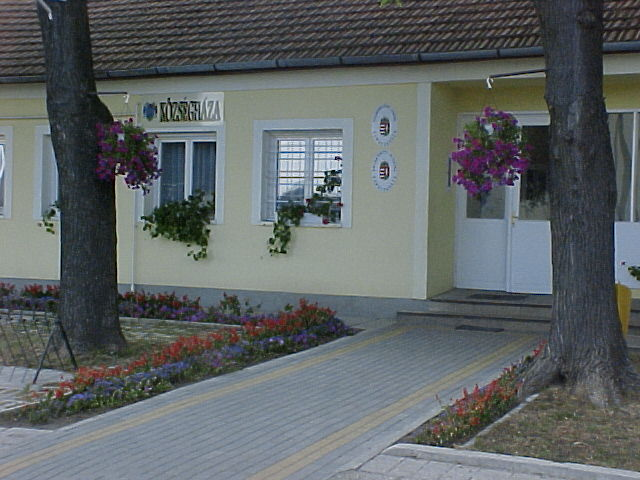
A Polgármesteri Hivatal bejárata

Ramocsaháza nevét valószínűleg Ramacha nevű földbirtokos nemesi családról kapta.
A község a 10. század óta lakott hely, neve 1283-ban szerepel először egy adományozási oklevélben, majd 1308-ban a megye itt tartotta gyűlését.
1618-ban mintegy 250–en lakták a települést.
A református egyházközségnél 1758-ban indult meg az anyakönyvezés.
Ramocsaházába 1851-ben beolvadt a tőle nyugati irányban található Jánosfalva.
A lakosságszám 1930-ban meghaladta az 1500 főt, amely az 1960-as évekre 1874-re emelkedett. Az azóta eltelt időszakra a 90-es évekig a lakosság lassú, de folyamatos fogyása volt a jellemző.
1977-ben elvesztett közigazgatási önállóságát 1990-ben kapta vissza.
A kilencvenes években a népesség fogyása átmenetileg megállt, 1999 decemberében a lakosok száma 1562 fő volt.

## Közélete

### Polgármesterei
- 1990–1994: Kecskés Mihály (független)[3]
- 1994–1998: Simon József (független)[4]
- 1998–2002: Simon József (független)[5]
- 2002–2006: Simon József (független)[6]
- 2006–2010: Simon József (független)[7]
- 2010–2014: Simon József (független)[8]
- 2014–2016: Simon József (független)[9]
- 2016–2019: Ragányi Róbert (független)[10][11]
- 2019–2024: Ragányi Róbert (független)[12]
- 2024– : Ragányi Róbert (független)[1]

A településen 2016. július 24-én azért kellett időközi polgármester-választást (és képviselő-testületi választást) tartani, mert a képviselő-testület április 28-án feloszlatta magát. A választáson négy jelölt indult, de közülük ketten együttesen is csak 9 szavazatot kaptak, így a verseny a korábbi polgármester, Simon József és legesélyesebb kihívója, Ragányi Róbert között dőlt el: utóbbi a szavazatszámlálás végére, 19 szavazatnyi különbséggel – 413 szavazattal 394 ellenében – magáénak tudhatta a választási győzelmet.

## Népesség
A település népességének változása:
| Lakosok száma | 1529 | 1486 | 1517 | 1390 | 1371 | 1325 | 1312 |
|               | 2013 | 2014 | 2015 | 2021 | 2022 | 2023 | 2024 |

2001-ben a település lakosságának 90%-a magyar, 10%-a cigány nemzetiségűnek vallotta magát.
A 2011-es népszámlálás során a lakosok 95,8%-a magyarnak, 13,6% cigánynak, 0,2% németnek mondta magát (4,2% nem nyilatkozott; a kettős identitások miatt a végösszeg nagyobb lehet 100%-nál). A vallási megoszlás a következő volt: római katolikus 17,8%, református 60,6%, görögkatolikus 11,2%, evangélikus 0,3%, felekezeten kívüli 1,4% (7,5% nem válaszolt).
2022-ben a lakosság 91,7%-a vallotta magát magyarnak, 10,4% cigánynak, 0,1-0,1% románnak, ruszinnak, ukránnak, szlovénnek és szlováknak, 1,5% egyéb, nem hazai nemzetiségűnek (8,3% nem nyilatkozott; a kettős identitások miatt a végösszeg nagyobb lehet 100%-nál). Vallásuk szerint 16,3% volt római katolikus, 48,4% református, 7,2% görög katolikus, 1,5% egyéb keresztény, 0,1% evangélikus, 3,7% felekezeten kívüli (22,4% nem válaszolt).

## Híres szülöttei
- Horthy István politikus, Horthy Miklós kormányzó édesapja (1830–1904).
- Nyárády Mihály néprajzkutató, helytörténetíró (1889–1980).
- Mező Imre politikus (1905–1956).

## Látnivalók
- Református templom - 1797-ben épült.

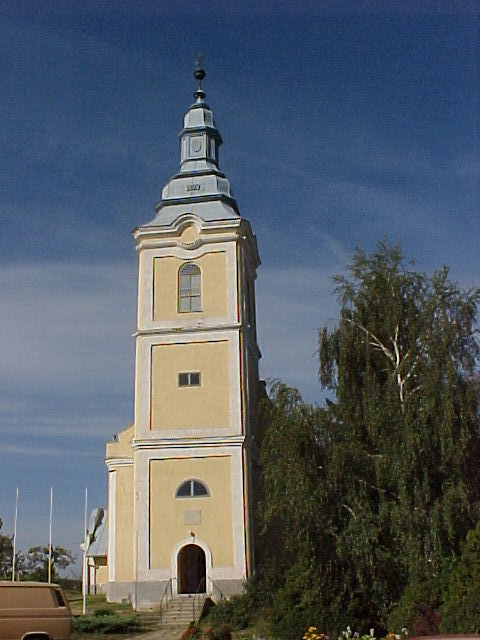
Református templom

- Katolikus templom

## Külső hivatkozások
- Ramocsaháza portál
- Ramocsaházi Református Egyház Honlapja
- Ramocsaháza térképe Archiválva 2005. március 9-i dátummal a Wayback Machine-ben
- Ramocsaháza az utazom.com honlapján
- Téli képek Ramocsaházáról